# Diatraea amnemonella
Diatraea amnemonella là một loài bướm đêm trong họ Crambidae.